# 野村祐春
野村 祐春（のむら すけはる）は江戸時代初期の筑前福岡藩家臣。藩中老野村家当主。通称、太郎兵衛。

## 生涯
三代目藩主、黒田光之・四代目藩主、綱政の二代に渡り仕えた。
家祖は黒田二十四騎の野村祐勝。
父は野村祐良。正室は福岡藩大老、黒田一貫（三奈木黒田家）の娘・鶴子（初代秋月藩主・黒田長興の孫娘）。
藩中老として、黒田綱之、立花実山が起こした、いわゆる第二の黒田騒動の後始末に追われた。
正室の鶴子が藩主黒田家の血筋を引いていた事から、次男の黒田長貞は、秋月藩黒田氏の養子となり藩主となった。
墓所は福岡県飯塚市の晴雲寺。